# Caduta libera accelerata

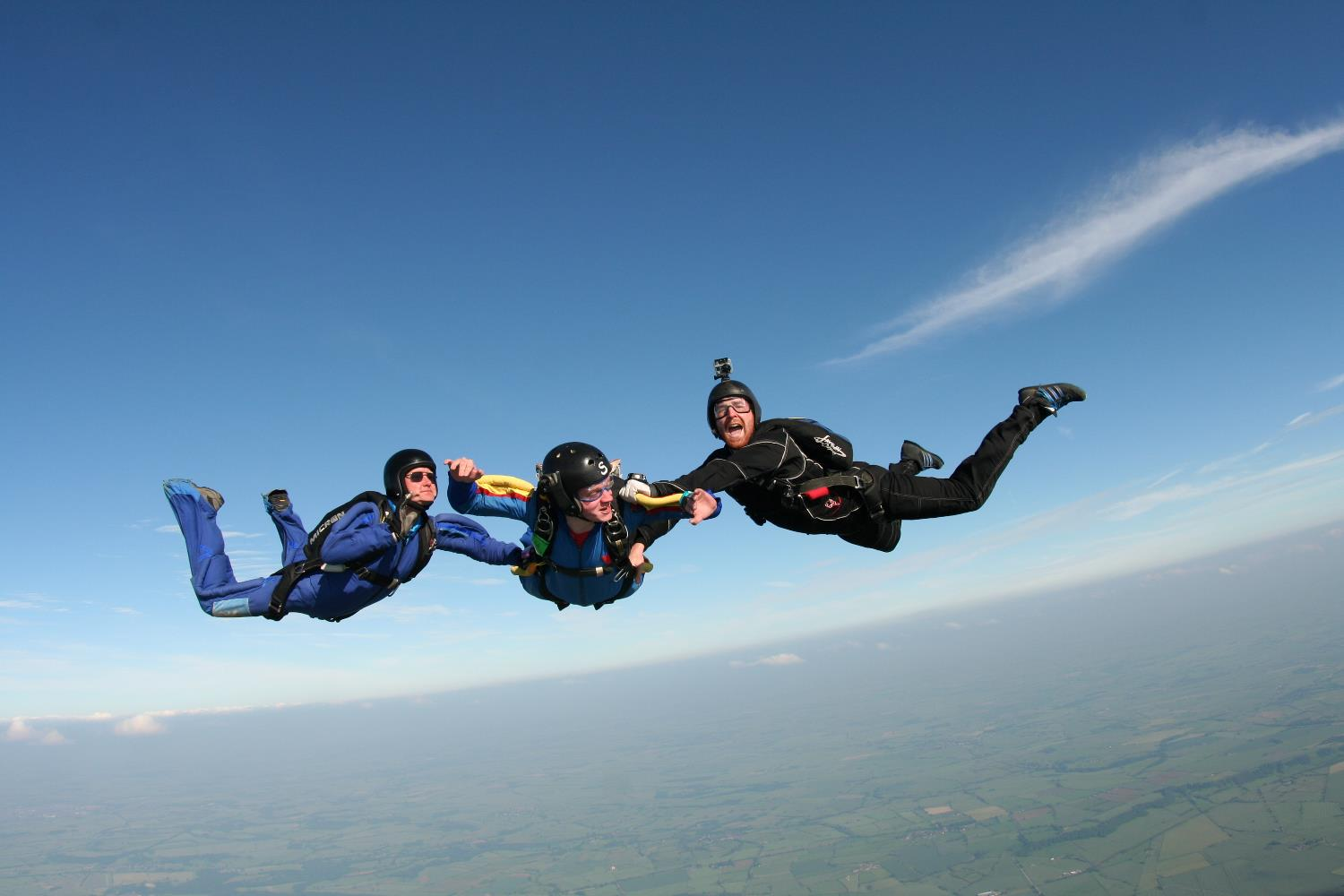
Livello 1 di 8 in caduta libera accelerata

La caduta libera accelerata (dall’inglese accelerated freefall AFF), conosciuta in Canada come caduta libera progressiva e in Finlandia come Nova (traduzione letterale) è un metodo di allenamento al paracadutismo. Questo metodo di allenamento viene definito come "accelerato" perché segue una progressione di velocità, in modo da sperimentare la caduta libera in solitaria, che normalmente avviene dai 10.000 ai 15.000 piedi sopra il livello del mare (3.000 - 4.000 metri).
La Static Line, ovvero la corda che viene attaccata ad un oggetto largo e stabile e che viene utilizzata dai paracadutisti per effettuare una caduta libera, viene posizionata su diversi livelli di altezza (in progressione) e sono necessari diversi salti a diverse altitudini prima di poter sperimentare la caduta libera.
Per le cadute libere a diversi livelli, ogni istruttore organizza piccoli gruppi di allievi, con costi ridotti e cominciano da altitudini inferiori per poi aumentare.
Per quanto riguarda la caduta libera accelerata l’insegnamento avviene con rapporto 1:1 o 1:2, ovvero ogni allievo ha uno o due istruttori personali.

## Contenuti
- Tecnica di allenamento

- Organizzazioni e protocolli di licenza

- Livelli AFF (Regno Unito)

## Tecnica di allenamento
Nella maggior parte dei programmi AFF, due istruttori saltano insieme all’allievo durante i suoi primi tre salti, in alcuni programmi è prevista la presenza di un solo istruttore.
Nei livelli iniziali, l'istruttore/i rimane/rimangono a contatto fisico con l’allievo fino al momento in cui quest’ultimo riesce a dispiegare il suo paracadute. Questo metodo viene classificato come addestramento alla presa dell'imbracatura, dove l’allievo prende confidenza con la propria attrezzatura.
Gli istruttori restano in contatto fisico con l’allievo soltanto nel momento antecedente l’apertura del paracaduta e, una volta che ciò avviene, gli istruttori si allontanano e a sua volta aprono il loro paracadute. Inizialmente l’altezza in cui avviene l’apertura del paracadute è generalmente di 6000 piedi (un miglio o 1600 m) fino a 5000 piedi nei livelli successivi.
Nel caso in cui l'allievo riscontra problemi nel dispiegare il paracadute, gli istruttori lo aiutano inizialmente tramite segnali manuali ricordandogli i movimenti da eseguire; se lo studente continua ad avere problemi, l’istruttore o lo aiuta posizionandogli direttamente le mani sullo scivolo pilota e quindi indirizzandogli i movimenti corretti da eseguire, oppure gli apre il paracadute al posto suo.
In qualsiasi momento in cui l’allievo si sente in pericolo, l’istruttore può agire sulla vela principale. Inoltre, vengono inserite delle maniglie di trazione extra sull’attrezzatura dell’allievo, in modo da offrire un accesso ed un aiuto aggiuntivo agli istruttori in caso di necessità e/o pericolo.
Una volta che l'allievo dimostra di saper aprire ed utilizzare il proprio paracadute durante i primi salti, viene rilasciato ai livelli successivi, dove ha l'opportunità di dimostrare ai propri istruttori di possedere le abilità di volo di base necessarie per poter eseguire la caduta libera senza assistenza.
Dal livello 3 (chiamato “immersione di rilascio”), lo studente viene informato che, ad un certo punto della caduta libera, verrà rilasciato, sebbene l'istruttore si prefigga di rimanere nelle vicinanze per assisterlo in sicurezza; in questo momento è importante che l'allievo abbia già acquisito le abilità necessarie per attivare il paracadute all'altitudine di sicurezza e nel modo corretto. Per questo motivo, gli allievi non possono raggiungere il livello successivo di AFF, fino a quando non hanno completato tutti gli obiettivi di apprendimento del livello precedente.
Nel caso in cui l’istruttore non sia stato in grado di assistere l’allievo a questa altitudine, l'attrezzatura di quest’ultimo è dotata di un dispositivo di attivazione automatica (AAD) che azionerà il paracadute di emergenza se l'allievo supera l'altitudine di attivazione. Sebbene sia estremamente raro questo evento, questo maggiore supporto lo protegge e lo aiuta il più possibile a gestire il controllo della propria attrezzatura.
Quando gli istruttori sono in caduta libera con gli allievi, sono in grado di correggere la posizione del loro corpo comunicando con segnali manuali, inoltre è previsto un debriefing al termine della caduta libera al fine di analizzare, ragionare e correggere eventuali errori e problematiche riscontrati durante la caduta.
I livelli successivi richiedono solo un istruttore e coinvolgono l’allievo che impara ad eseguire manovre aeree come virate, movimento in avanti, salti mortali e controllo della velocità di caduta. Lo scopo delle manovre è dimostrare che l’allievo può eseguire una manovra disorientante causando instabilità intenzionale seguita dal recupero del controllo.
L'istruttore determina quando l’allievo ha superato i requisiti per ogni livello. Durante i salti AFF l’allievo può avere un contatto radio con il personale di terra che dirige le manovre sotto il paracadute, tuttavia deve comunque essere in grado di atterrare in autonomia nel caso in cui la radio si guasti.

## Organizzazioni e protocolli per il rilascio di licenze
Negli Stati Uniti non esistono procedure di formazione richieste dal governo ufficiale. Finché un saltatore indossa attrezzature che soddisfano determinati requisiti della Federal Aviation Administration (FAA) nella progettazione e nella manutenzione, chiunque può uscire intenzionalmente e legalmente da un aereo in volo.
Tuttavia, la United States Parachute Association (USPA), un'organizzazione senza scopo di lucro che rappresenta paracadutisti e proprietari di zone di lancio, possiede protocolli scritti e requisiti di sicurezza di base che guidano gli istruttori USPA su come insegnare agli allievi ad ottenere le loro licenze USPA. Nonostante non sia richiesta una licenza particolare per saltare legalmente, la licenza USPA consentirà al paracadutista di viaggiare in altre zone di lancio USPA e utilizzare la loro licenza per dimostrare di avere le competenze necessarie per saltare.
Il protocollo USPA per la formazione degli allievi è definito "Integrated Student Program" (ISP). L'ISP è suddiviso in categorie, ciascuna con obiettivi di apprendimento mirati che devono essere raggiunti prima che lo studente passi al livello successivo. Static Line, AFF e Tandem Progression seguono tutte le stesse categorie, ma utilizzano metodi diversi per allenarsi all'interno di ciascuna categoria.
Molte zone di rilascio classificano i propri livelli AFF in base a numeri, ad esempio "AFF 6", ma la classificazione USPA è per lettera di categoria: le categorie da A a E sono i salti didattici in cui lo studente deve essere accompagnato da un istruttore adeguatamente valutato. Poiché la maggior parte dei programmi AFF ha sette salti, ma ci sono solo 5 lettere tra A ed E, alcune categorie richiedono più di un salto per essere completate. Dopo la Categoria E, gli studenti possono autogestirsi. Le categorie F, G e H sono definite come paracadutismo solitario o con l'assistenza di un allenatore o istruttore. L’allievo deve inoltre completare due "hop n pop" a due diverse altitudini che sono inferiori all'altitudine normale. "Hop and pop" significa che il paracadute dev’essere schierato immediatamente dopo essere uscito dall'aereo, lo scopo di "hop and pop" è quello di praticare la procedura di uscita in caso di malfunzionamento dell'aereo.
Tutti i salti devono corrispondere completamente ai requisiti BSR (Basic Safety Requirement) e, una volta che l’allievo ha completato 25 cadute e i suoi requisiti sono stati approvati da un istruttore o allenatore, allora non è più un allievo.
Nel Regno Unito, ci sono 8 livelli che devono essere completati e firmati dall'istruttore, dopodiché devono essere registrati altri dieci salti di consolidamento e firmati da un istruttore qualificato di paracadutismo britannico. L'obiettivo di ogni livello del programma è quello di dotare l’allievo di nuove abilità che gli consentiranno principalmente di gestire tutti i requisiti di sicurezza del paracadutismo e, come considerazione secondaria, di apprendere le abilità di cui hanno bisogno per progredire come paracadutista qualificato.

## Livelli AFF (Regno Unito)
Nel Regno Unito, il programma AFF include 8 livelli più 10 salti di consolidamento che si suddividono in:
Livello 1: l’allievo salta con due istruttori e apprende le basi per una buona posizione del corpo. Deve dimostrare di essere in grado di dispiegare il proprio paracadute.
Livello 2 e 3: l’allievo salta ancora con due istruttori, ma questi possono rilasciare la presa per consentire all'allievo di volare in modo indipendente.
Livello 4: basandosi sui livelli precedenti, lo studente salta con un solo istruttore e dimostrerà di saper virare in modo controllato.
Livello 5: si lavora e si rafforzano le abilità apprese nei salti precedenti; lo scopo di questo livello è rinforzare le virate. L’istruttore può decidere di inserire, in aggiunta, altri esercizi in aria.
Livello 6: l’allievo esce per la prima volta da solo dall’aereo, dopo di che mostra la sua capacità di riprendersi dall'instabilità dimostrando un backloop in aria seguito da un movimento orizzontale (noto come "tracking").
Livello 7: è qui che l’allievo dimostra tutte le abilità apprese fino a questo punto, quindi mostra un'uscita in solitaria, backloop, tracking svolte in modo controllato e con consapevolezza dell'altitudine in cui si trova.
Livello 8: a questo livello, l’allievo esce dall'aereo a un'altitudine inferiore e dispiega il paracadute entro dieci secondi, noto anche come "Hop and pop".
Salti di consolidamento: in maniera indipendente, l’allievo esercita le proprie abilità in modo controllato, mostrando una buona consapevolezza dell'altitudine e controllo della vela.